# Chaetopelma altugkadirorum
Chaetopelma altugkadirorum là một loài nhện trong họ Theraphosidae.
Loài này thuộc chi Chaetopelma. Chaetopelma altugkadirorum được Richard C. Gallon, Ray Gabriel và Guy Tansley mô tả năm 2012.